# Горшков, Владимир Иванович
Влади́мир Ива́нович Горшко́в (17 ноября 1930 года, Москва, РСФСР — 13 февраля 2008 года, Москва, Россия) — советский и российский учёный, физико-химик, доктор химических наук, профессор кафедры физической химии химического факультета МГУ имени М. В. Ломоносова.

## Биография
В. И. Горшков родился 17 ноября 1930 г. в Москве. В 1948 году поступил на химический факультет МГУ имени М. В. Ломоносова. Через три года пришёл в лабораторию стабильных изотопов, которая была основана в 1949 г. Ею в то время заведовал профессор, д.х.н. Г. М. Панченков. В 1953 году Горшков закончил химический факультет и продолжил работать в лаборатории стабильных изотопов в качестве аспиранта, с 1956 года — в должности младшего научного сотрудника, затем с 1962 года — в должности старшего научного сотрудника. В 1958 году защитил кандидатскую диссертацию диссертацию под руководством профессора Г. М. Панченкова по теме «Исследование обмена ионов щелочных металлов на сульфосмолах в различных растворителях», а в 1968 году стал доктором химических наук (тема диссертации: «Противоточный ионообменный метод разделения и очистки веществ»). В 1968—2001 гг. занимал должность заведующего лабораторией стабильных изотопов, в 1983 году получил звание профессора. С 1984 года по 2008 год был заместителем заведующего кафедрой физической химии. Научная деятельность была связана с разделением смесей близких по свойствам веществ и изотопов. За свою жизнь опубликовал более 140 научных статей, 2 учебника и 7 методических пособий.
Горшков много лет читал курс лекций по физической химии на биологическом (1969—1989 гг.) и химическом (с 1989 г.) факультетах МГУ имени М. В. Ломоносова. Также преподавал спецкурсы для студентов и аспирантов лаборатории стабильных изотопов. В 1996 году в Автономном университете в г. Барселоне (Испания) читал лекции по теоретическим основам разделения смесей близких по свойствам веществ. В 1986 году был опубликован учебник «Физическая химия», написанный В. И. Горшковым и И. А. Кузнецовым. Второе издание было выпущено в 1993 году, третье издание — в 2006 году. Кроме того, под руководством Горшкова были защищены 50 дипломных работ и 38 кандидатских диссертаций, 4 его ученика стали докторами наук.
Горшков был командиром студенческого отряда химического факультета МГУ имени М. В. Ломоносова на целине. Кроме того, два срока занимал должность секретаря бюро ВЛКСМ факультета, был секретарем парткома КПСС факультета.
Жена, Тамара Алексеевна Горшкова, также работала на химическом факультете, к.х.н.; в семье выросли две дочери.
В. И. Горшков со школы увлекался шахматами и впоследствии стал кандидатом в мастера спорта. Во время учёбы и работы в МГУ имени М. В. Ломоносова занимался атлетикой, шахматами и лыжными гонками, участвовал в соревнованиях «сорокоборцев» химического факультета. В эти соревнования входили плавание, бег, лыжные гонки, прыжки, подтягивания и многое другое. Также любил проводить свободное время на даче, занимался прививкой яблок.
Скончался 13 февраля 2008 года в Москве в возрасте 77 лет. Похоронен на Хованском кладбище.

## Научная деятельность
В 1953—1958 гг. Горшков изучал свойства ионообменных смол, особое внимание уделил ионному обмену из смешанных растворителей. В 1957 г. совместно с Г. М. Панченковым опубликовал статью в ДАН СССР, в которой предложил уравнение для процесса обмена ионов водорода на ионы металла на сульфоионите. Через год защитил кандидатскую диссертацию.
В дальнейшем он уделял внимание противоточным ионообменным колоннам с целью разработки метода разделения смесей близких по свойствам веществ. В ходе исследования Горшков изучил селективность сульфофенольных ионитов по отношению к смесям щелочных металлов, в которых присутствуют цезий и рубидий. В 1966 году совместно с А. М. Толмачевым опубликовал работу «Некоторые вопросы термодинамики ионного обмена» в Журнале физической химии, в которой предложил способ нахождения термодинамической константы ионного обмена для набухающих ионитов.
В 1960-х годах на основе работ, проведенных В. И. Горшковым совместно с М. С. Сафоновым, были созданы методы непрерывного разделения близких по свойствам веществ и очистки веществ в противоточных ионообменных колоннах, например, методы непрерывного концентрирования изотопа азот-15, получения хлорида цезия высокой степени чистоты и разделения редкоземельных металлов. Результатом этих работ была защита В. И. Горшковым докторской диссертации.
В последующие годы Горшков опубликовал работы по ионообменному разделению смесей без использования вспомогательных реагентов, например, за счет влияния концентрации раствора на селективность ионита. Кроме того, В. И. Горшков и М. С. Сафонов продолжили работать над проблемами разделения стабильных изотопов. С 1974 года они изучали концентрирование изотопа азот-15 в области пониженных температур (250—230 К) и в результате исследования создали промышленную установку по производству азотной кислоты, обогащенной данным изотопом.
В конце 1970-х годов В. И. Горшковым совместно с Д. Н. Муравьевым была обнаружена длительная стабильность пересыщенных растворов аминокислот при контакте со слоем ионообменника, которая была использована при создании методов непрерывного выделения аминокислот из растворов микробиологического синтеза.
В 1980-х годах Горшковым были созданы процесс ионообменного синтеза нитрата калия из хлорида калия и нитрата аммония (совместно с НИУИФ имени Я. В. Самойлова) и метод безреагентной очистки солей щелочных металлов от примеси двухзарядных катионов, в том числе с целью получить высоко чистые соединения (совместно с В. А. Ивановым).
В 1981 году в монографии «Ионный обмен в противоточных колоннах», опубликованной В. И. Горшковым, М. С. Сафоновым и Н. М. Воскресенским, были рассмотрены результаты работ, посвященных ионному обмену в противоточных колоннах, а также разработке различных противоточных установок и процессов разделения веществ. Также Горшков был научным редактором книги «Ионный обмен. Работы российских ученых» (1999 г., США) и специального выпуска журнала «Separation Science and Technology» (2001 г.). Оба издания посвящены обзорам российских специалистов в области ионного обмена и химии и разделения стабильных изотопов.

## Почести и награды
- Орден Трудового Красного Знамени (1980)
- Заслуженный деятель науки РСФСР (1991)
- Член экспертного совета ВАК (1991—1994)
- Заслуженный профессор Московского университета (1996)
- Орден Почёта (2001)
- Член Научных Советов РАН по хроматографии и химии высокочистых веществ
- Работы В. И. Горшкова отмечены премиями Минвуза и Гособразования СССР.